# Starkeffect

Energieniveaus van waterstof

Het starkeffect is het natuurkundige verschijnsel dat spectraallijnen van atomen en moleculen worden opgesplitst in aanwezigheid van een uitwendig elektrisch veld. Het effect is genoemd naar de Duitse natuurkundige Johannes Stark, die het verschijnsel in 1913 voor het eerst waarnam. Het is de elektrische tegenhanger van het zeemaneffect, de splitsing van de spectraallijnen in een magnetisch veld.
Het lineaire starkeffect van een waterstofatoom berust op de opsplitsing van de bewegingstoestanden, die oorspronkelijk gelijk waren maar verschillende kwantumgetallen hadden: de opsplitsing is bij benadering evenredig met de elektrische veldsterkte. Bij het kwadratisch starkeffect van hogere atomen wordt een door het veld geïnduceerd elektrisch dipoolmoment in zijn richting gekwantiseerd.